# Eleazar Lipsky
Pour les articles homonymes, voir Lipsky.
Eleazar Lipsky, né le 6 septembre 1911 dans l'arrondissement du Bronx, à New York, et mort le 14 février 1993 à New Haven, dans le Connecticut, est un avocat, romancier et nouvelliste américain, auteur de roman policier.

## Biographie
Fils du sioniste américain Louis Lipsky, il obtient une licence en droit de l'Université Columbia et devient avocat, puis assistant du district attorney du comté de New York.
En 1947, il publie son premier roman, La Porte qui s'ouvre (The Kiss of Death), adapté à trois reprises au cinéma. Ce roman « s'interroge sur les méthodes que police et magistrats utilisent pour condamner les truands ».
Ses trois romans suivants, Murder One en 1948, Haro sur O'Hara (The People Against O'Hara) en 1950 et Lincoln McKeever en 1952 sont « de la même veine ». Haro sur O'Hara (The People Against O'Hara) est adapté en 1951 dans un film américain de John Sturges sous le titre français Le peuple accuse O'Hara. Selon Claude Mesplède, avec ce roman, « Lipsky s'affirme ici comme l'un des meilleurs représentants du « roman judiciaire » des années 1950 ».
Pendant plusieurs années, Lipsky est conseiller juridique auprès de l'association des Mystery Writers of America et est président, au cours des années 1960, de la Jewish Telegraphic Agency, une agence de presse juive.

## Œuvre

### Romans

#### Romans signés Eleazar Lipsky
- The Kiss of Death (1947) (autre titre The Hoodlum) Publié en français sous le titre La Porte qui s'ouvre, Paris, S.E.P.E., coll. « Soir-Police » (1950)
- Murder One (1948)
- The People Against O'Hara (1950) Publié en français sous le titre Haro sur O'Hara, Paris, Éditions Mondiales, coll. « Le Basilic rouge » no 8 (1951)
- Lincoln McKeever (1952), aussi titré Day of Judgement
- The Scientists (1959)
- The Devil's Daughter (1969)
- Malpractice (1972) Publié en français sous le titre Faute professionnelle, Paris, Éditions Robert Laffont, coll. « Best-Sellers » (1973)

#### Roman signé Dan Lynch
- Four-Time Loser (1962) Publié en français sous le titre C'est quelqu'un !, Paris, Plon, coll. « Nuit blanche » no 35 (1963) ; réédition, Paris, Presses de la Cité, coll. « Punch » no 81 (1977)

### Nouvelles
- Shield of the Innocent (1951) Publié en français sous le titre Le Bouclier des innocents, dans le recueil Meurtres pour de vrai, Paris, Éditions Gallimard, coll. « Série noire » no 2344 (1993)  (ISBN 2-07-049378-4)
- Stabbing in the Streets (1953)
- The Quality of Mercy (1953)
- Tiger in the Night (1955) Publié en français sous le titre Un tigre dans la nuit, Paris, Éditions OPTA, Mystère magazine no 116 (septembre 1957)

## Filmographie

### Adaptations au cinéma
- 1947 : Le Carrefour de la mort (Kiss of Death), film américain réalisé par Henry Hathaway, adaptation du roman La Porte qui s'ouvre (The Kiss of Death), avec Victor Mature et Brian Donlevy
- 1951 : Le peuple accuse O'Hara (The People Against O'Hara), film américain réalisé par John Sturges, adaptation du roman Haro sur O'Hara (The People Against O'Hara), avec Spencer Tracy et Pat O'Brien
- 1958 : The Fiend Who Walked the West, film américain réalisé par Gordon Douglas, adaptation du roman La Porte qui s'ouvre (The Kiss of Death), avec Hugh O'Brian et Robert Evans
- 1995 : Kiss of Death, film américain réalisé par Barbet Schroeder, adaptation du roman La Porte qui s'ouvre (The Kiss of Death), avec David Caruso, Samuel L. Jackson et Nicolas Cage

### Adaptation à la télévision
- 1964 : Ready for the People, téléfilm américain réalisé par Buzz Kulik, adaptation de la nouvelle Un tigre dans la nuit (Tiger in the Night), avec Simon Oakland et Everett Sloane

## Sources
: document utilisé comme source pour la rédaction de cet article.
- Claude Mesplède (dir.), Dictionnaire des littératures policières, vol. 2 : J - Z, Nantes, Joseph K, coll. « Temps noir », 2007, 1086 p. (ISBN 978-2-910-68645-1, OCLC 315873361), p. 212-213.